# Malgaszomyszy
Malgaszomyszy (Nesomyinae) – podrodzina ssaków z rodziny malgaszomyszowatych (Nesomyidae).

## Zasięg występowania
Podrodzina obejmuje gatunki występujące na Madagaskarze.

## Podział systematyczny
Do podrodziny należą następujące rodzaje:
- Brachytarsomys Günther, 1875 – szerokostopek
- Gymnuromys Forsyth Major, 1896 – gołogon – jedynym przedstawicielem jest Gymnuromys roberti Forsyth Major, 1896 – gołogon malgaski
- Voalavo Carleton & Goodman, 1998 – woalawo
- Eliurus Milne Edwards, 1885 – kitkowiec
- Macrotarsomys Milne-Edwards & G. Grandidier, 1898 – wielkostopek
- Monticolomys Carleton & Goodman, 1996 – stokowczyk – jedynym przedstawicielem jest Monticolomys koopmani Carleton & Goodman, 1996 – stokowczyk malgaski
- Hypogeomys A. Grandidier, 1869 – malgaszoszczur – jedynym żyjącym współcześnie przedstawicielem jest Hypogeomys antimena A. Grandidier, 1869 – malgaszoszczur wielki
- Brachyuromys Forsyth Major, 1896 – krótkogon
- Nesomys W. Peters, 1870 – malgaszomysz